# Pietro da Eboli
Pietro da Eboli (in latino Petrus de Ebulo; Eboli, 1150 circa – 1220 circa) è stato un poeta italiano, un cronista e, forse, un chierico, vissuto a cavallo del XII e XIII secolo e vicino alla corte sveva.

## Biografia
La sua vita è scarsamente documentata. Risulta incerta, menzionato nel 1221 in un documento della cancelleria federiciana, come già titolare di un mulino "Albiscenda" poi passato con un lascito ereditario al santuario di Montevergine. Questa identificazione comporterebbe la sua morte prima del 3 luglio 1220, data in cui Federico aveva precedentemente confermato il privilegio ecclesiastico su quel mulino.
Sul suo retroterra di cultura classica si innestavano anche competenze mediche, ma è dubbio tuttavia che egli si sia formato presso la celebre Scuola Medica Salernitana.
Dalle miniature che lo raffigurano tonsurato, si potrebbe dedurre che era un chierico. Un'altra miniatura, che lo raffigura coetaneo di Corrado di Querfurt, cancelliere di Enrico VI, potrebbe aleatoriamente suggerirne la nascita negli anni cinquanta del XII secolo.
È stato a lungo discusso s’egli fosse, oltre che poeta di corte, anche medico di professione: era nato a Eboli, non distante da Salerno, quando la Scuola Medica Salernitana da secoli godeva di prestigio e fama internazionale, pertanto, si potrebbe arguire che avesse contatti con quel mondo, ma gli studiosi sono divisi nel dare un giudizio in merito.

## Le opere

### Liber ad honorem Augusti
Fedele alla politica di Enrico VI, gli dedicò il Liber ad honorem Augusti (noto anche come Carmen de Rebus Siculis o Carmen de motibus Siculis), opera, diseguale nel tono, in cui celebra la sua discesa in Italia e la sua guerra vittoriosa contro Tancredi, conte di Lecce, conclusa nel  1194 con la conquista della Sicilia, e termina il 28 settembre 1197, data della morte dello svevo. Secondo Houben, fu composta nella primavera del 1195, ma, secondo Delle Donne più probabilmente fu continuato sino all'autunno del 1197 ed è possibile che non sia stata portata a termine a causa della morte del dedicatario, Enrico VI. È formata da 837 coppie di distici (anche se i versi 1462-1469 sono otto esametri in coppia le cui lettere formano l'acrostico "HENRICUS"), e da tre libri divisi in 51 particulae, dove, nei primi due, il poeta narra le spedizioni dei Enrico VI contro i Normanni, nel terzo abbiamo l'esaltazione della personalità dell'imperatore e del suo governo della reggia di Palermo.
Il fortissimo dileggio antinormanno ci consegna quasi ridicolizzata l'immagine di Tancredi, mentre viene esaltata al massimo grado quell'idea di Impero che in più occasioni ha fatto pensare che Pietro da Eboli sia un precursore dell'ideologia di Dante.
Il pregiato codice miniato (Burgerbibliothek di Berna, ms. 120 II) pubblicato per la prima volta nel 1746 da Samuel Engel, con le miniature e le correzioni forse autografe, denota una cura particolare, probabilmente in vista di un dono da fare all'imperatore, che non si sa se sia mai stato effettivamente effettuato.

### IlDe Balneis Puteolanis
È attribuibile a lui, «con una certa sicurezza», sebbene alcuni storici lo associno piuttosto ad Alcadino di Siracusa, il De Balneis Puteolanis (o De Balneis Terrae Laboris, o De Euboicis aquis, secondo l'ultima edizione curata da Teofilo De Angelis), un carme in 35 epigrammi (o 31, secondo l'ultima edizione, nella quale ne sono aggiunti altri 8 spuri) scritto nell'ultimo decennio del XII secolo (probabilmente nel 1197), e da lui destinato (come tutte le sue opere) in lode all'imperatore ("Cesaris ad laudem"), cioè, probabilmente, Enrico VI.
Il De balneis conobbe una notevole e plurisecolare fortuna: tradotta più volte in volgare, l'opera è tramandata da ben 21 testimoni, ma anche da 12 edizioni a stampa, dal 1457 al 1607.
In quest'opera si descrivono le qualità mediche di trentacinque bagni termali nei Campi Flegrei, tra Napoli e Baia.

### Mira Federici gesta
Il De balneis ci informa in chiusura dell'esistenza di una terza e precedente opera, per noi perduta, un poema in lode di Federico Barbarossa, di cui si cantavano le gesta.

### Il mito di Federico II
Con Pietro da Eboli ha inizio il processo di mitizzazione della figura di Federico II di Svevia: già Liber ad honorem Augusti, attraverso i presagia che scandiscono la nascita dell'erede Hohenstaufen, iniziano a prendere corpo letterario e cronachistico le attese escatologiche che si concentrarono sull'agire storico di Federico II, e ne accompagnarono la figura ben oltre la morte.
Nell'opera sembra presente anche un'allusione a un doppio nome ricevuto dello svevo, Federico Ruggero, una circostanza riportata dagli Annali di Montecassino ma negletta in genere dalle altre fonti.

## Galleria d'immagini

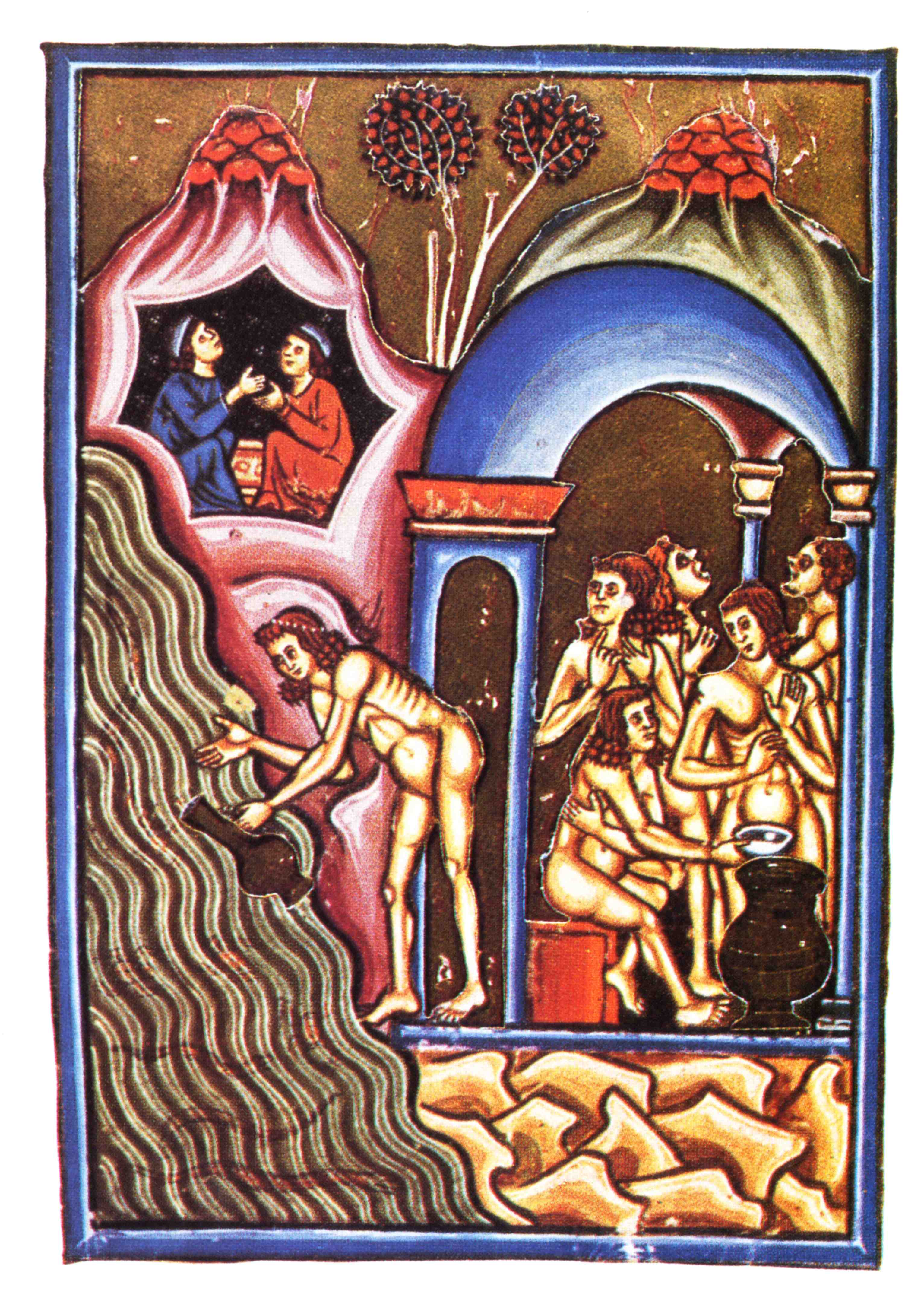
Pietro da Eboli il Balneum Sudatorium cioè di Agnano
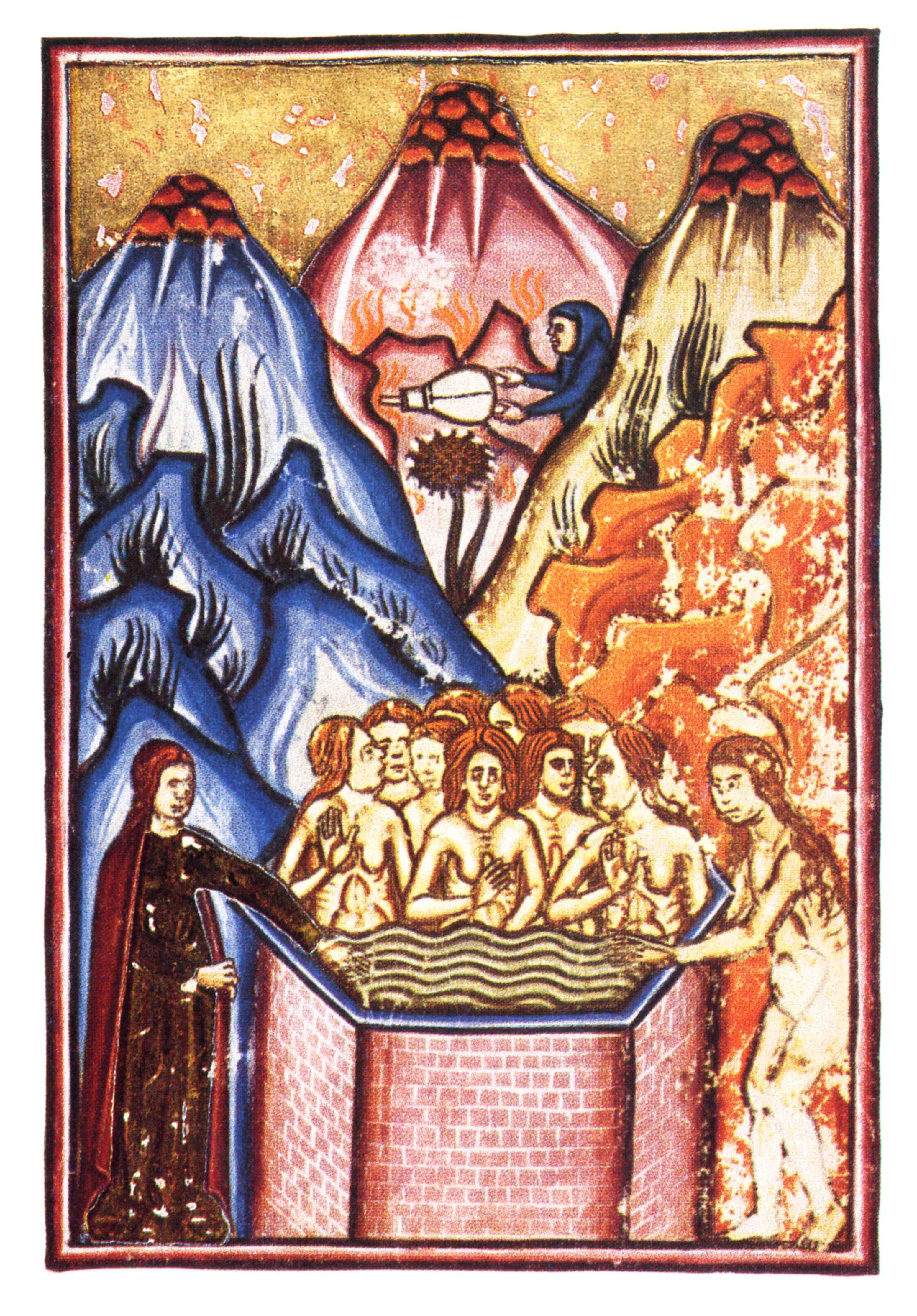
Pietro da Eboli il Balneum Sulphatarae
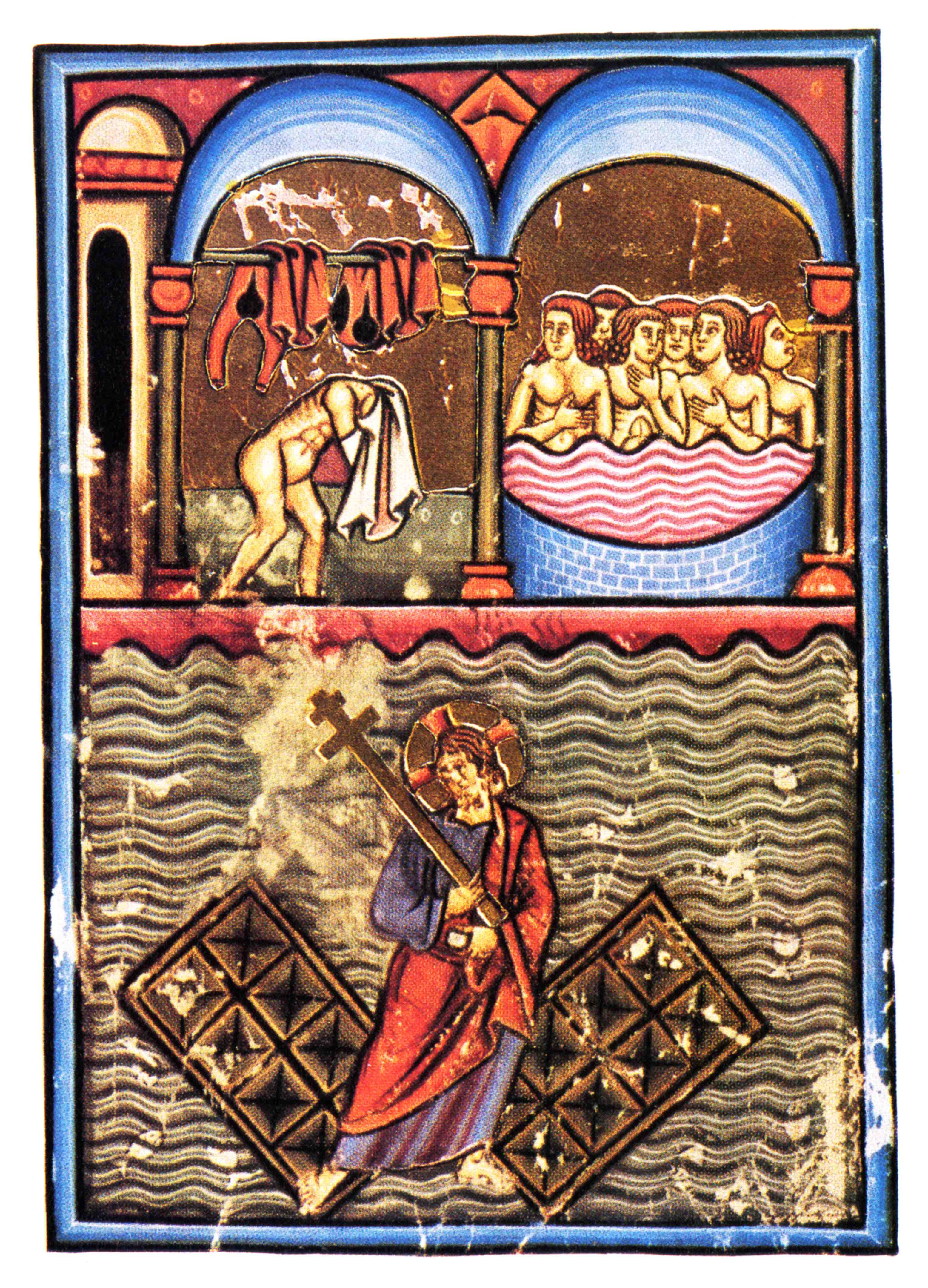
Pietro da Eboli il Balneum Tripergulae distrutto dall'eruzione del Monte Nuovo nel 1538